# Тагаурия

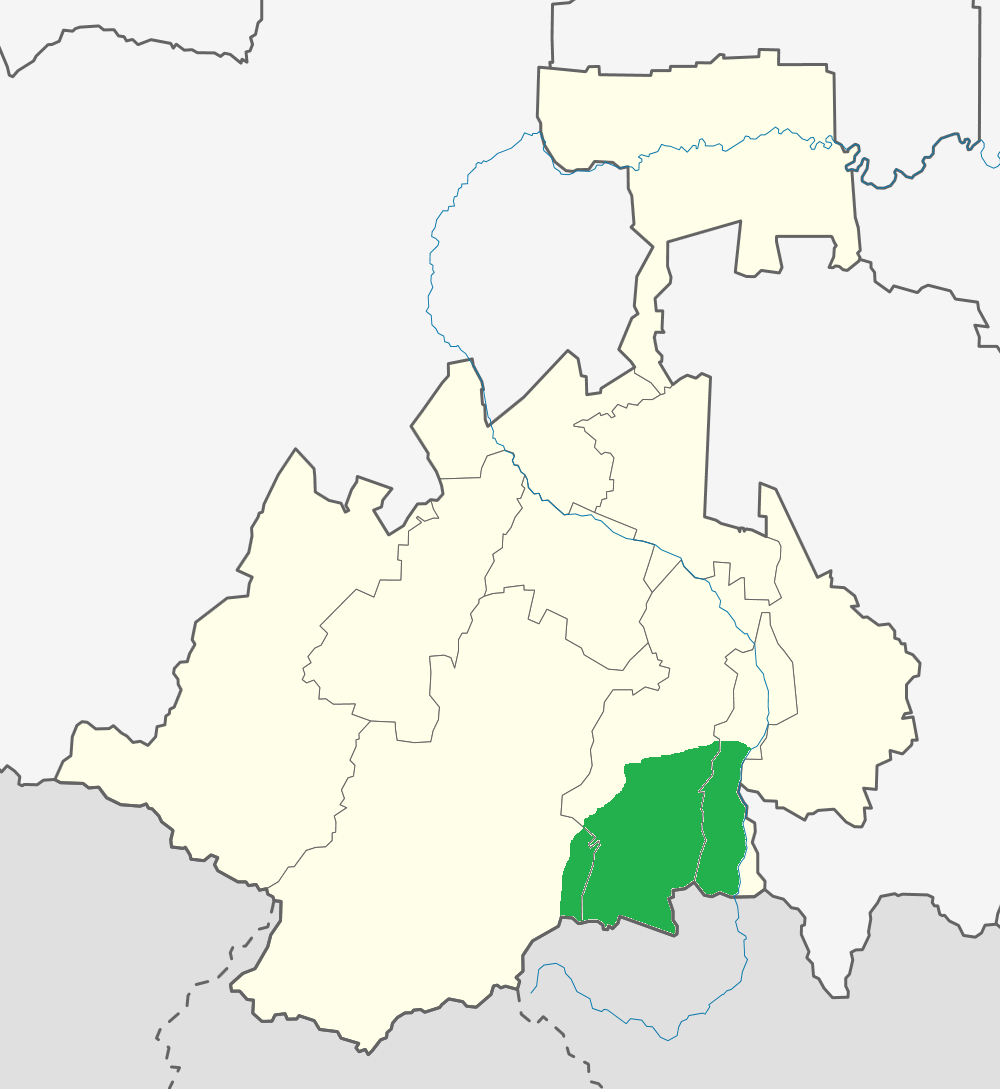
Территория занимаемая ранее Тагаурским обществом на карте Северной Осетии

Тагау́рия, Тагау́рское о́бщество (осет. Тæгиаты æхсæнад) — историческая область (общество) в Северной Осетии. Название происходит от сословного имени предка, к которому относились осетинские фамилии феодальных правителей Восточной Осетии в XVII—XIX вв.

## География
Тагаурия находилась в ущельях рек Гизельдона (Даргавсская долина и Кобанское ущелье), Геналдона (Санибанское ущелье). На западе тагаурцы граничили с куртатинцами, на юге — с Тырсыгомским обществом. Восточными соседями тагаурцев были ингуши, а северными — кабардинцы.

## История
Основание Тагаурского общества приписывается потомству Камбия, сына Тага. От второго сына Тага — Тотика — произошли Шанаевы. Их предок был единственным потомком Тотика, уцелевшим в ходе междоусобной войны с потомками Камбия, разгоревшейся еще в Куртатинском ущелье, где Курта и Тага (по преданию — родные братья) обосновались, выйдя из Алагирского общества. Потомки Камбия начали колонизацию Тагаурии, основав Даргавс. Предки Шанаевых не участвовали в первоначальном заселении и лишь впоследствии, пользуясь поддержкой кабардинских князей, силой водворились в Тагаурии.

### XVIII век
В 1723 году тагаурцы вступили в дипломатические отношения с Исак-пашой и получили возможность свободной торговли с Османской империей. В начале XVIII Илальдом было основанно селение Чми, в котором проживали осетины из рода Сидамоновых. В селении Чми родился Ахмет Дударов, который в последствии стал одним из самых влиятельных алдаров в Осетии. Тагаурские алдары контролировали Дарьяльское ущелье, за использование которого брали плату, в том числе от грузинских царей. 

### XIX век
В августе 1802 года главнокомандующий на Кавказе Кнорринг направился из Тифлиса в Тагаурию, чтобы «наказать» Ахмета Дударова. Ему было оказано сопротивление: из числа его конвоя было убито несколько человек и 18 ранено. После этого Кнорринг направил в Тагаурское ущелье одну роту из кавказского гренадерского полка и 200 казаков.
В июле 1803 года Ахмет Дударов с помощью своих наемных людей совершает по Военно-Грузинской дороге систематические нападения на царские войска, транспорты и военные форпосты. Выступления тагаурских феодалов привели к крупному восстанию 1804 года.
После убийства Ахмета Дударова ингушским старшиной Шихмурзой Зейтовым весной 1809 г., набеги продолжал совершать Мырзабек Есенов. 
Новое восстание тагаурцев произошло в 1812 г. совместно с кистинцами. 
После гибели Ахмета Дударова и кобанского героя Чермена Тулатова, энергия тагиат была перенаправлена в 1812-1825 гг. на переселенческое русло; появились дударовские аулы на правобережье, и аулы остальных тагиат в районе нынешних сс. Гизель, Фарн, Коста, Нов.Саниба и ст. Архонская. 
Однако после миссии грузинских священников Русишвили и Самарганова в 1825 г. (когда были проведены крещения в районе Даргавса и Санибы), которой содействовал Уари Тулатов, и попытки привлечения тагаурцев к военным действиям против чеченцев, а также в силу лишения тагиат права на контроль над военно-грузинской дорогой - тагиатские старшины во главе с Бесланом Шанаевым и Хазмурзой Тулатовым отправились в декабре 1826 г. к «немирным чеченцам» для заключения договора о совместных действиях(по сути союза). В Маюртупе они провели встречу с муллой Магометом, Бейбулатом Таймиевым и сыном беглого лакского правителя Нох-ханом, который представлял персидского шаха. Получив средства на организацию восстания, тагиаты впервые за последнее десятилетие вновь стали совершать нападения на ВГД.
Это совпало с завершением кавказского наместничества Ермолова. Он успел еще инициировать проведение исследования северо-осетинских обществ на предмет их отношения к российской власти  и способности к сопротивлению. Исследование показало, что Тагаурия «питает ненависть к российскому правительству», а куртатинцы готовы поддерживать тагаурцев.  В 1828 г. Паскевич договорился с Бейбулатом Таймиевым о перемирии, однако уже в 1829 г. Бейбулат договаривается о совместных действиях с Гази-Мухаммадом, лидером дагестанцев. Февраль 1830 г. - начало войны России с  Гази-Мухаммадом, первым имамом не только Дагестана, но признанного и многими чеченцами через Ташев-хаджи и Бейбулата. 
При новом наместнике Паскевиче был разработан план покорения Кавказа, первый этап которого состоял в завоевании Осетии, Абхазии и Джаро-Белоканских обществ Дагестана. Этот план был разработан исходя из директивы Николая I «покорение или полное истребление непокорных горцев».
Осуществлением этого плана были удары по южному Дагестану, затем завоевание Абхазии и юга Осетии, сразу после разгрома джераховцев: карательная экспедиция ген. Абхазова 26 июля - 6 августа 1830 г. Десятки тагаурских и куртатинских аулов были сожжены. В Суаргомской битве пал народный герой, кобанец Хазби Аликов. Беженцы из разгромленной Тагаурии основали новые селения на равнине: Карджин, Брут,  Новый Кобан (затем большая часть в Батако), Заманкул.

## Обычаи
Тагаурские уазданы имели два основных источника доходов — повинности крестьян и пошлинный сбор на Дарьяльской перевальной дороге. Дарьяльская дорога, проходившая по территории Тагаурского общества, с древности была главным транскавказским перевальным путём. Контроль над дорогой был основой широких политических связей и высокого международного авторитета тагаурской знати. Право на пошлину традиционно принадлежало тагиатам, которые чувствовали себя полными хозяевами на дороге. Они устанавливали норму сбора с проезжающих и распорядок дежурства. Фамилии уазданов по очереди выставляли таможенные посты. Купеческие караваны чаще расплачивались товаром. За прогон скота иногда отдавали часть стада. Собранная таким образом «сумма» (включавшая деньги, товары, скот) делилась на фамильные доли, а затем распределялась между семьями уазданов. Помимо пошлины проезжавшие платили за наведение мостов, наем проводников и носильщиков, охрану в пути. Избежать строительства новых мостов было невозможно, потому что Терек часто менял русло. Вместе с уазданами в таможенных дежурствах участвовали их подвластные (кавдасарды), которым также полагалась часть собранной суммы. Крестьяне имели на дороге и самостоятельный промысел. Они перевозили грузы, нанимались носильщиками, продавали продукты своего труда.

## Достопримечательности
- Архитектурно-этнографический музей в селении Даргавс
- Дарьяльское ущелье
- Женский монастырь — в селении Кобань
- Старая Саниба
- Гора Казбек, высочайшая вершина Северной Осетии (5033 м)
- Мидаграбинские водопады
- Минеральный источник Кармадон